# Хлорант японский
Хлора́нт япо́нский (лат. Chloranthus japonicus) — многолетнее травянистое растение, вид рода Хлорант (Chloranthus) семейства Хлорантовые (Chloranthaceae); один из двух видов этого семейства (наряду с хлорантом пильчатым), встречающихся на территории России.
Используется в медицинских целях, а также как ароматическое растение.

## Распространение
Хлорант японский растёт группами в тени скал, по каменистым склонам в дубовых лесах, также встречается в смешанных лесах. Ареал вида охватывает Китай, Корейский полуостров, Российский Дальний Восток и Японию.

## Биологическое описание
Многолетнее травянистое растение высотой от 20 до 50 см. Корневище ползучее, разветвлённое, распространяющееся горизонтально. Стебель прямой, голый. Листья — двух типов: чешуевидные, длиной от 5 до 8 мм, широкоовальные, супротивные, в количестве двух, трёх, реже четырёх пар, — и гораздо более крупные четыре листа в верхней части стебля, расположенные в виде мутовки (в отличие от супротивных листьев у хлоранта пильчатого). Верхушечные листья — с коротким черешком (длиной от 3 до 10 мм), голые, овальные или эллиптические, заострённые, с выемчато-пильчатым острозубчатым краем; во время цветения их длина составляет от 2 до 6 см, ширина — от 1 до 3 см, после цветения они продолжают расти и во время плодоношения достигают в длину 10—12 см (иногда даже 16 см), а в ширину — 7—8 см, иногда — 10 см (у хлоранта пильчатого листья обычно меньше).
Соцветие простое, верхушечное, колосовидное, длиной от 2 до 3 см (по другим данным — от 4 до 6 см), на относительно длинной ножке (длиной до 5 см), одиночное — в отличие от хлоранта пильчатого, растения которого несут два колоса. Цветки двуполые, сидячие, белого цвета, без околоцветника. Тычинки ярко-белые, длиной от 5 до 7 мм, в количестве трёх, при этом две крайние развиты нормально, а средняя обычно недоразвита (в отличие от хлоранта пильчатого, у которого нормально развиты все три тычинки); после цветения опадают. Завязь имеет коническую форму; рыльце сидячее, притуплённое. Тычинок три, с относительно толстыми тычиночными нитями, прикреплёнными к завязи.
Плод — мясистая округлая костянка зеленоватого цвета, косая, суженная к основанию, длиной 2—3 мм.
Время цветения — апрель—май, время плодоношения — июль—август.
Число хромосом: 2n = 30.

## Таксономия
Хлорант японский — один примерно из 15—20 видов рода Хлорант (Chloranthus) семейства Хлорантовые (Chloranthaceae).

### Синонимы
В синонимику вида входят следующие названия:
- Chloranthus macranthera Schult.f. ex Miq.[5]
- Chloranthus manshuricus Rupr. (1859)[1]
- Chloranthus mandshuricus Rupr.[5]
- Tricercandra japonica (Siebold) Nakai[5]
- Tricercandra quadrifolia A.Gray[5]